# Economía de Medellín
Medellín es la capital del Departamento de Antioquia, que junto a su área metropolitana conforma la segunda aglomeración urbana del país, con una población de 3,8 millones de habitantes, únicamente tras Bogotá.

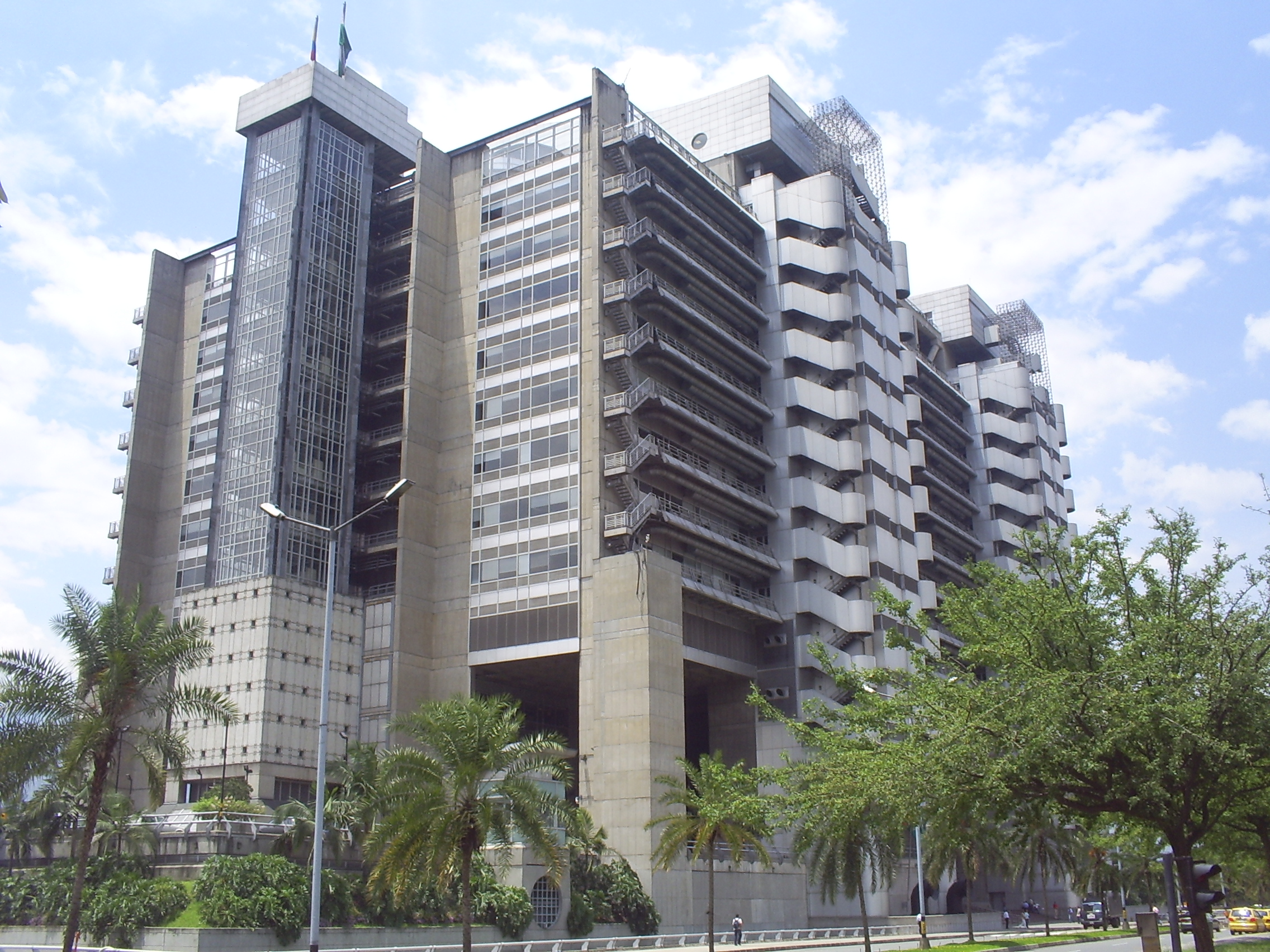
Edificio Inteligente, sede de las Empresas Públicas de Medellín.

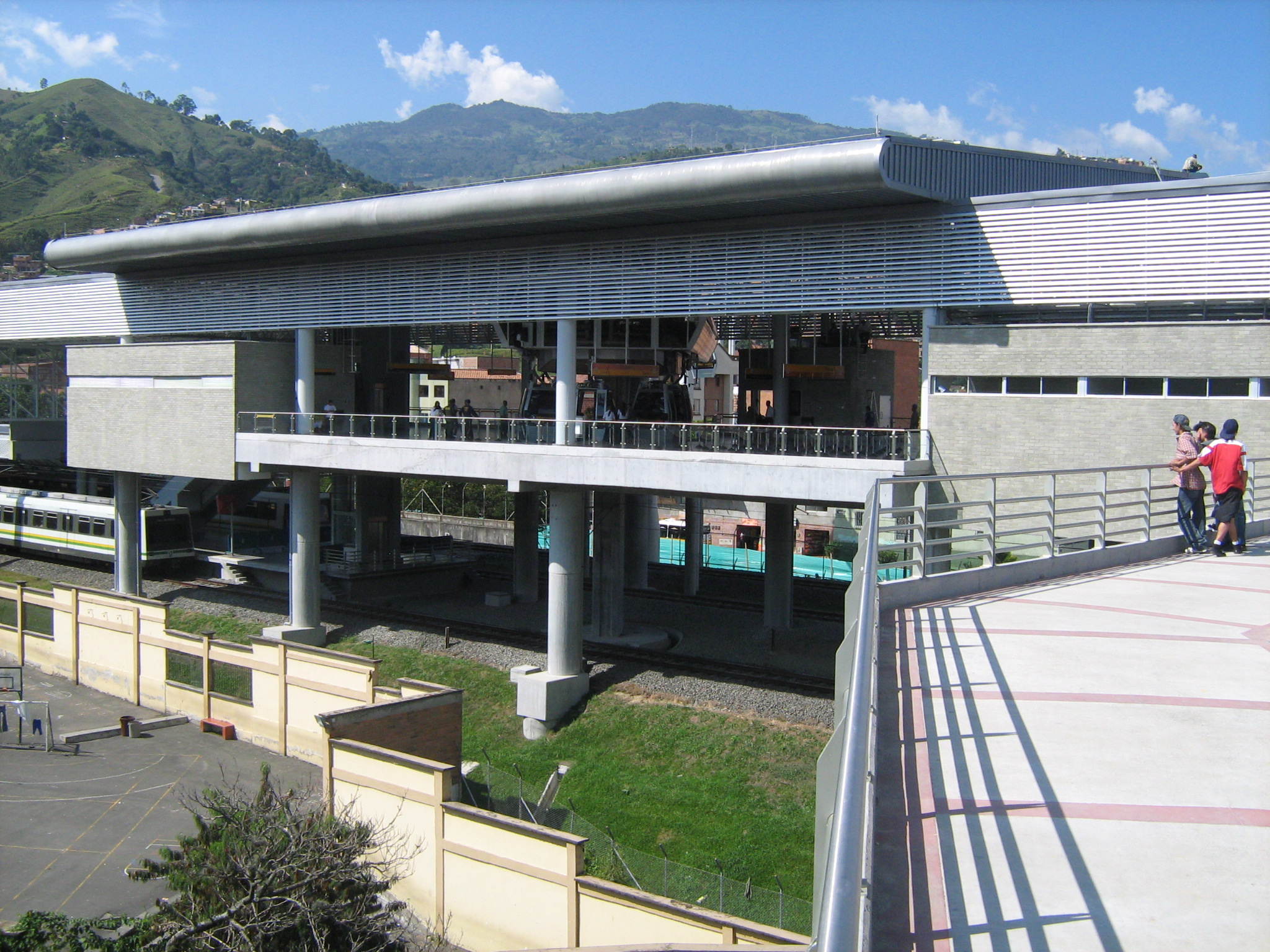
Estación San Javier del Metro de Medellín

La industria representa el 43.6% del producto interno bruto del Valle de Aburrá, en el cual se asienta la ciudad; los servicios el 39,7% y el comercio el 7%. Los sectores industriales con mayor participación en el valor agregado generado en el Área Metropolitana de Medellín son las textilerías, con 20%; sustancias y productos químicos, con el 14.5%; alimentos, con el 10% y bebidas con el 11%. El 10% restante comprende sectores como el metalmecánico, eléctrico y electrónico, entre otros.
En las últimas tres décadas se ha venido registrando una importante diversificación de la estructura económica de la ciudad, con el desarrollo de otros subsectores, como el de bienes intermedios y bienes de capital.
Algunas empresas de rango nacional e internacional de competitividad mundial tienen sede en la ciudad y promueven su desarrollo económico. Entre ellas están las Empresas Públicas de Medellín, las Empresas Varias de Medellín, la Compañía Suramericana de Seguros, el conjunto de corporaciones del Grupo Empresarial Antioqueño, la Bolsa de Valores de Medellín, Coltejer, Corona, Mundial y otras de igual significado. Como un ejemplo entre muchos, Medellín es sede de la mayor empresa latinoamericana de servicios públicos y, dada su experiencia y alta tecnología en el sector, desde la ciudad se controla el sistema general eléctrico del país.
El Área Metropolitana del Valle de Aburrá, cuyo eje central es Medellín, asume el 11% del producto interno bruto (PIB) de Colombia, (8% aporta Medellín por sí sola), y un 65% del PIB del departamento de Antioquia (40% recae en la ciudad de Medellín). Destaca como un pujante núcleo industrial y de servicios, el segundo más importante del país después de Bogotá, con una importante tradición empresarial que se ve reflejada en industrias como la textil, de alimentos, industria química, automotriz, de electrodomésticos y una creciente relevancia de la industria del software. Asimismo, trasciende como importante centro comercial, bancario y de servicios financieros, técnicos y profesionales a nivel nacional; el principal en Antioquia, la región paisa y para ciertas zonas del departamento del Chocó y la Región Caribe. No obstante, el índice de desempleo en la ciudad y el Valle de Aburrá, para el año 2019, alcanzaba el 12,2%, ubicándose por encima de la media nacional, junto con un  Coeficiente de Gini de 0.54 y un 22% de la población viviendo bajo la línea de pobreza, siendo una de las regiones más desiguales de Colombia.
La ciudad afrontó durante los años 80 y 90, así como el resto del país, un deterioro de la situación económica debido a factores como la crisis en la seguridad y la institucionalidad del país y a un aumento de la violencia, que afectó de manera significativa a Medellín y Antioquia, producto principalmente del auge del narcotráfico desde finales de los años 70 y la consecuente violencia contra el estado colombiano que desató en la década de los 80, a la escalada del Conflicto armado interno de Colombia desde los años 90 hasta comienzos de los años 2000; y también debido a circunstancias externas como una paulatina desindustrialización y/o relocalización industrial que ha vivido la ciudad y su área metropolitana desde la apertura económica del país a comienzos de los años 90.
No obstante, desde la década del 2000, producto de las progresivas mejoras en la seguridad y orden público tanto de la ciudad, como en el departamento y el país, así como un importante crecimiento económico acaecido durante la primera década del presente siglo, la ciudad ha vivido un nuevo auge, marcado por una importante transformación urbana y de su tejido social, que ha hecho que la ciudad pasase de ser tristemente identificada como la ciudad más violenta del mundo, a inicios de los años 90, a ser considerada, en 2013, como la ciudad más innovadora del mundo, gracias principalmente a los avances en materia de regeneración urbana y su fuerte componente social, lo que ha caracterizado a Medellín en los últimos años como un referente de innovación social a nivel global. Todo esto ha ido acompañado de un perfilamiento de la ciudad como un importante centro de empresas tipo startup o empresa emergente para América Latina, lo que la ha convertido en un potencial centro para el desarrollo de la industria del software a nivel regional, a mediano plazo, y global a largo plazo, además del desarrollo de otras empresas de este tipo dedicadas a la industria ligera así como a servicios profesionales, técnicos y financieros que han hecho de la ciudad un dinámico centro empresarial con proyección internacional. Todo esto ha ido a la par con el desarrollo de obras de infraestructura que apuntan a mejorar la conectividad, la competitividad y aumentar el desarrollo económico de la ciudad y del departamento de Antioquia. Asimismo la ciudad, en las últimas décadas, ha visto un gran crecimiento del turismo, con una progresiva afluencia de turistas nacionales y extranjeros que ven en la ciudad un atractivo turístico por su oferta cultural, de ocio y de ecoturismo, lo cual se ha visto reflejado en una cada vez mayor presencia de hoteles de categoría superior a tres estrellas, muchos de ellos de cadenas hoteleras internacionales, lo que perfila a la ciudad como un pujante centro turístico y de negocios. 
Sin embargo, las problemáticas de violencia, seguridad y convivencia persisten, dada la presencia y penetración de grandes estructuras criminales en zonas periféricas tanto del departamento como de la ciudad misma, pues Antioquia y particularmente Medellín y el Valle de Aburrá, dada su ubicación, son un corredor estratégico para el tráfico global de estupefacientes, armas y la Trata de personas , es así como en la ciudad hay una importante concentración de otras actividades delictivas como el microtráfico, la extorsión, el hurto, el secuestro y el sicariato, esto bajo la presencia de más de 300 estructuras o "combos" delincuenciales activos a lo largo del Valle de Aburrá. Todo lo anterior aunado por problemáticas sociales apremiantes que presenta la ciudad como una alta tasa de desempleo (12%), acompañada de una alta tasa de informalidad laboral, (En torno al 45% de la PEA), y la incidencia de las rentas criminales en amplios sectores marginales del municipio y el Valle de Aburrá.

## Congresos, convenciones, ruedas de negocios

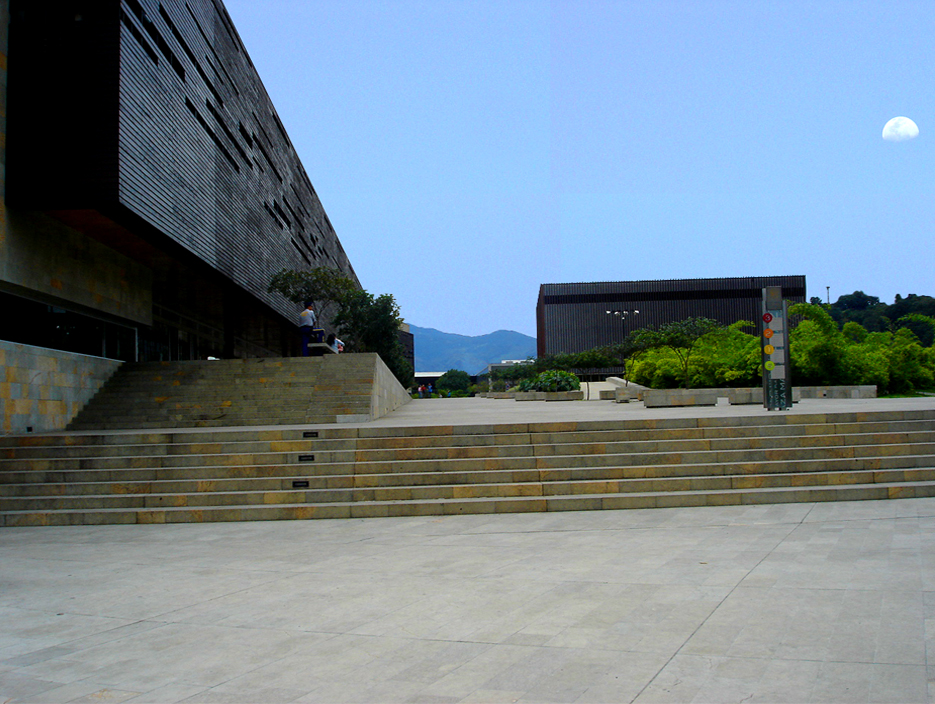
Un ángulo de la sede del Medellín Convención Bureau, en Plaza Mayor.

Se dice a veces que Medellín es en sí mismo un gran centro comercial, debido a que posee más de 50 de ellos, los cuales representan un índice de 1,51 centros de comercio por cada 100.000 habitantes (población metropolitana: 3'900.000 habitantes).
Medellín se distingue por su tradición como centro de negocios. Para hacer honor a esta tradición, se ha incorporado a su entorno el Centro Internacional de Convenciones, administrado por el Medellín Convención Bureau, entidad de economía mixta dedicada a preparar y realizar negociaciones, congresos y reuniones nacionales e internacionales del más alto nivel.
En estas instalaciones se efectúan permanentemente reuniones de negocios serios de todo tipo: muchas de carácter local y cultural, pero especialmente ruedas internacionales para hacer sostenible la tradición negociadora de la ciudad en el mundo globalizado, con la cual este distrito está decidido a permanecer sin reversa.
Estos centros de reuniones y convocatorias mundiales están siendo multiplicados, además, con otro mega-proyecto ya construido, denominado Plaza de La Libertad, inspirado por la Gobernación de Antioquia, y el cual dotará a la ciudad de colosales instalaciones adicionales para potenciar aún más la internacionalización.

## Tecnología
La ciudad es espacio para la producción tecnológica en sectores como maquinaria y equipos electromecánicos y electrodomésticos, electrónica, repuestos, partes, telecomunicaciones y software. También prosiguen avances en la producción de equipos científicos de laboratorio y médicos, y en la investigación y producción de tecnología biológica molecular y afines, para aplicaciones tanto humanas como agropecuarias.
Como un ejemplo de aplicación tecnológica, si bien los principales elementos de tecnología del Metro de Medellín fueron importados de Alemania, Francia y España, muchas partes y ensamblajes fueron fabricados con manufactura local.
Un ejemplo de la competitividad de la ciudad en el ámbito tecnológico es el proyecto "Ruta N," un centro de innovación y negocios de la Alcaldía de Medellín, que potencia nuevos negocios basados en el conocimiento, con participación internacional, a través del fomento, desarrollo y fortalecimiento del ecosistema de la ciencia, la tecnología y la innovación. Un gran logro que atestigua el empeño que se ha puesto en este proyecto es la apertura, en "Ruta N", del Centro Global de Servicios para Latinoamérica de la multinacional Hewlett Packard.

## Textiles y moda

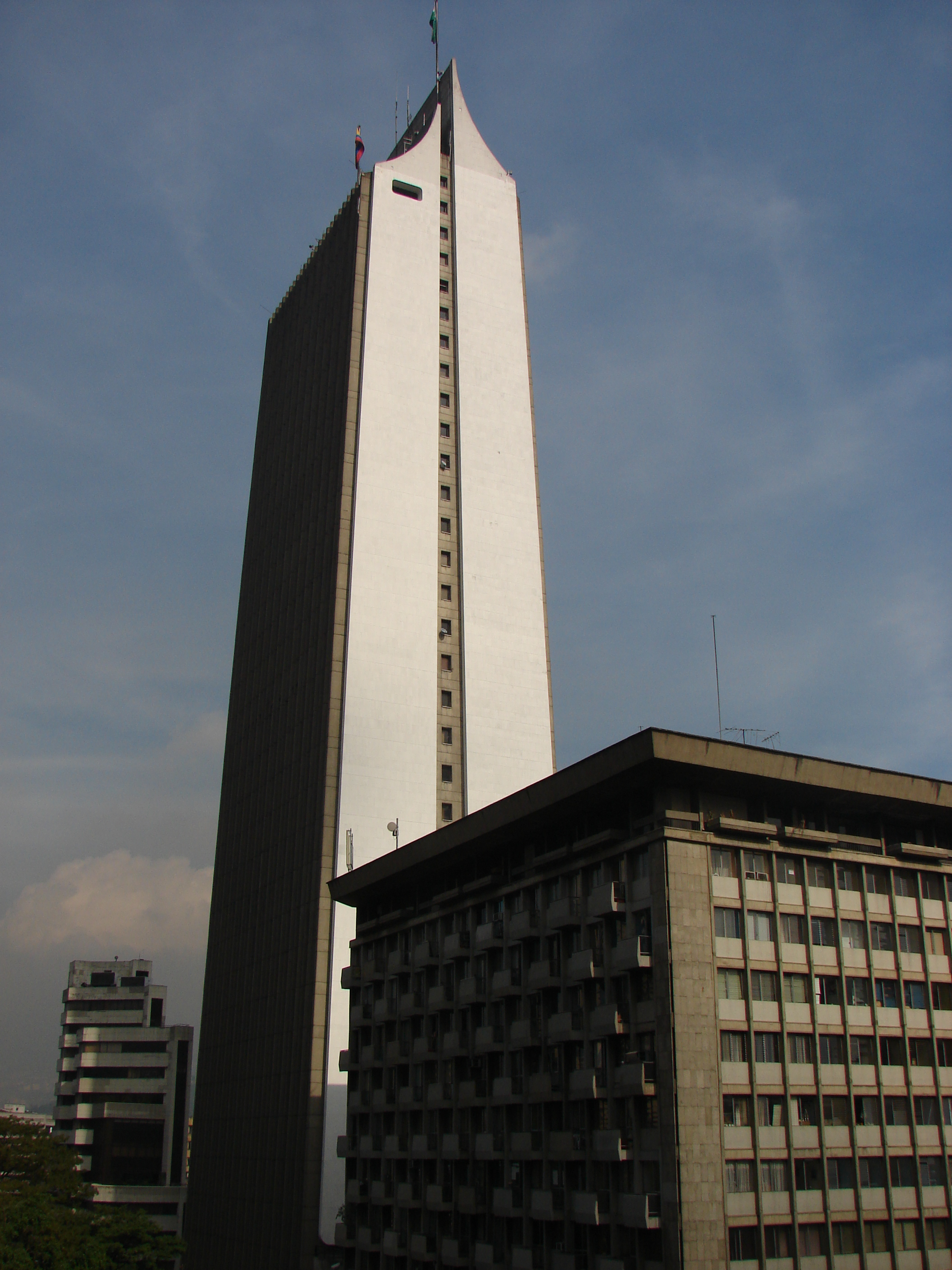
Edificio Coltejer.

El desarrollo industrial histórico de la ciudad tiene su eje en la producción textil. Medellín es la primera ciudad textil de Colombia. Paralelo a ello, es una de las capitales continentales de la moda y del diseño textil.
Las pasarelas de modas son eventos comunes en la ciudad. Algunos de los eventos relacionados con este renglón económico son Colombia tex o Colombia moda, en los cuales se dan cita algunos de los mejores diseñadores, modelos y comercializadores nacionales y extranjeros.
Medellín es la ciudad fundadora de dos de las más grandes empresas textiles de América. Coltejer, fundada en 1907, y Fabricato, fundada en 1920, se han convertido en los pilares fundamentales de la empresa textil en Colombia.

## Servicios bancarios y finanzas

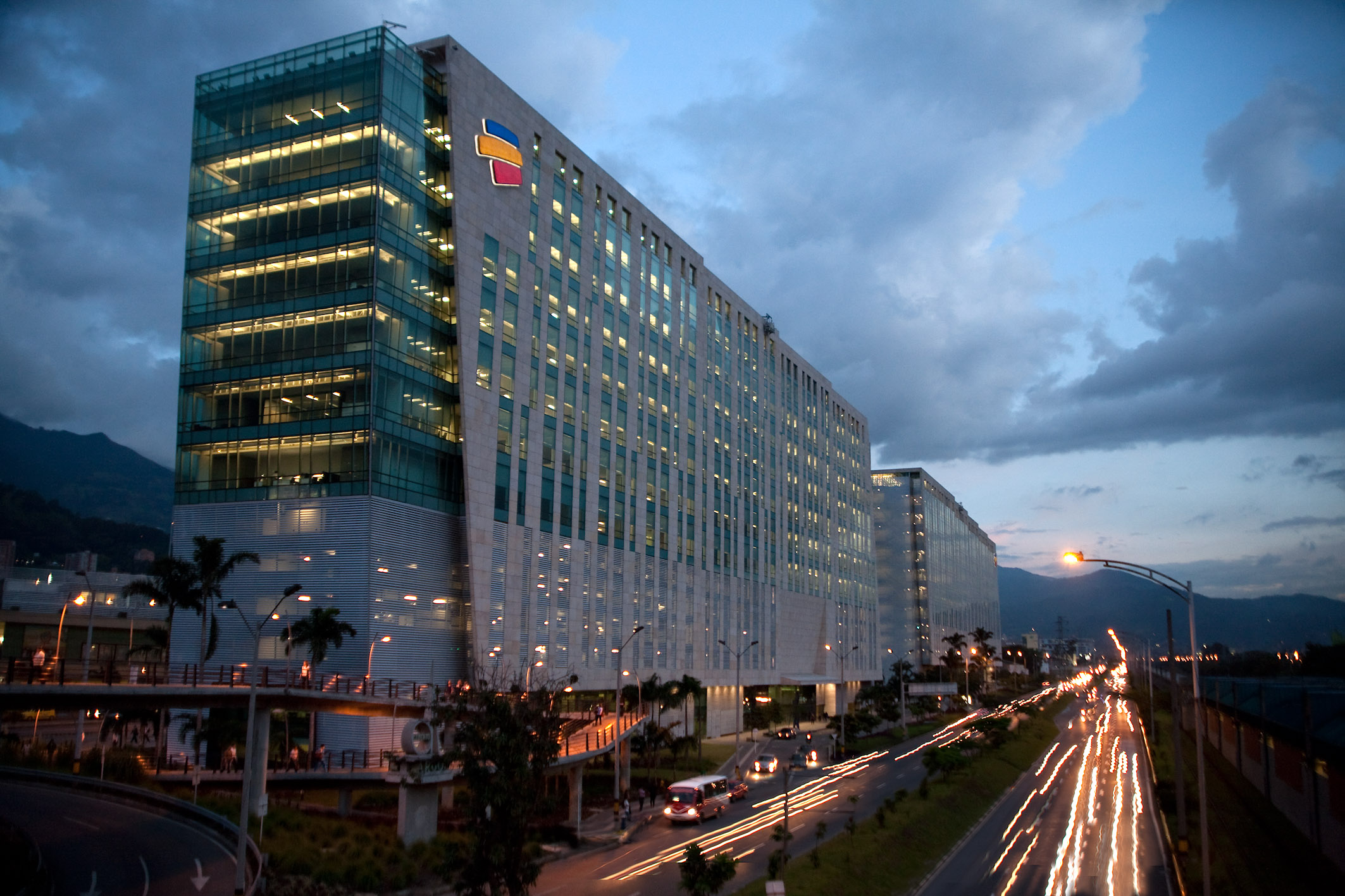
Sede principal de Bancolombia.

Medellín cuenta con una amplia oferta de servicios bancarios gracias a la presencia en la ciudad de casi todos los bancos que existen en Colombia. El principal y más grande banco del país, Bancolombia, es patrimonio de la ciudad y tiene su sede principal en Medellín.

## Otros sectores económicos
Los sectores económicos implicados con Medellín y definidos por la administración como estratégicos a partir del año 2007 (en conjunto con la Gobernación de Antioquia), son: minería, ganadería vacuna y caballar, comercio, compraventa, confección, producción y distribución de energía, servicios especializados de salud y medicina, frutas y flores, verduras con valor agregado, conservas y alimentos en general, productos forestales, construcción de vivienda, vehículos (autos y motos) y servicios financieros, de bolsa, bancarios y de seguros. A estos se suman otros sectores transversales: software, electrónica, telecomunicaciones, maquinaria y equipo, turismo de negocios, turismo médico y turismo en general, congresos y convenciones, y transporte.[cita requerida]
Medellín es cuna de la industria musical de Colombia, ya que allí están ubicadas las sedes de las dos únicas compañías discográficas nacionales sobrevivientes al flagelo de la piratería y las descargas ilegales de música en internet: Discos Fuentes y Codiscos, cada una con estudios de grabación para los artistas consolidados o que busquen abrirse paso en el competido mercado musical.

## Crisis económica y recuperación
Medellín sufrió en décadas pasadas una notoria crisis económica como consecuencia de fenómenos macroeconómicos como la recesión nacional de finales de siglo, entre los años 1998 y 2000, aunada por un deterioro prácticamente generalizado de su seguridad y situación de orden público producto de la escalada del conflicto armado en Colombia que en la ciudad y el departamento de Antioquia se vio reflejado en enfrentamientos entre las guerrillas, grupos paramilitares y estructuras criminales que surgieron y se fortalecieron tras la desaparición del Cartel de Medellín a comienzos de la década de 1990. En relación con ese período, entre finales de la década de 1980 y primeros años de la  década del 2000 la ciudad de Medellín vivió una situación de crisis como consecuencia de la recesión económica de finales de los 90 y las difíciles condiciones de seguridad que se conjugaron en el desacelerado ritmo de crecimiento después de la consolidación de la apertura económica del país en los años 90.
Entre los años 2000 y 2003 la tasa de desempleo fluctuó entre el 15 y el 20%. En el 2007 se situó en el 10%. A finales del siglo XX y hasta el año 2002, aproximadamente, el comportamiento de la región en cuanto a producción y aporte del PIB nacional había estado por debajo del agregado nacional. El crecimiento anual de Antioquia en algunos períodos de esa época fue de tan solo 1.7%, frente al 2.64% de Colombia, por lo  que la economía antioqueña se había mantenido prácticamente estancada durante los noventa. No obstante, con la recuperación económica nacional a inicios de siglo, acompañada de mejoras en la situación de seguridad, Medellín ha vuelto por sus fueros de liderazgo y hoy día exhibe cifras alentadoras y favorables perspectivas en cuanto a su desarrollo y consolidación como importante centro económico con proyección internacional, pues entre los años 2002 a 2007 la economía nacional tuvo un crecimiento promedio del 5,5% anual, en tanto en Medellín y Antioquia este fue superior al 6% y este resurgir económico ha estado acompañado de la regeneración urbana de zonas marginales y conflictivas de la ciudad que se han visto beneficiadas con importantes obras de infraestructura, lo cual ha tenido un impacto positivo en la imagen de la urbe a nivel nacional e internacional y en la percepción de los medellinenses sobre su ciudad.  
No obstante, la violencia, la pobreza y la exclusión social prevalecen, situaciones que se agravan por problemáticas agudas de violencia e ilegalidad en varias regiones del departamento y sectores de la ciudad por el dominio de grupos o estructuras delincuenciales residuales que surgieron de los grupos paramilitares y de guerrillas que operaron por el territorio, todo ello se debe a la influencia de las rentas del narcotráfico y el crimen organizado, todo lo cual es consecuencia y reflejo de la debilidad del estado, el desempleo, la marginalidad y la informalidad laboral.
Asimismo, entre múltiples carencias estructurales que aquejan a la economía de la ciudad y del departamento, está una insuficiente infraestructura vial, reflejada en la siempre complicada conectividad con el resto del país, y la inexistencia de un esquema de transporte multimodal que dinamice el intercambio comercial con otras zonas del país y el mercado global; ese atraso histórico en infraestructura vial ha ralentizado el desarrollo de departamento y  de Medellín, si bien actualmente, a través de grandes iniciativas privadas o público-privadas entre gobierno y particulares, en el país se ha dado pie al desarrollo de grandes proyectos de infraestructura como las vías 4G que generarán una interconexión más eficiente de Medellín, como ciudad principal, con el resto de Antioquia y otras zonas del país; también se ha proyectado la reactivación del Ferrocarril de Antioquia; la recuperación de la navegabilidad por el Río Magdalena y el proyecto Puerto Antioquia en la región del Urabá, entre otras grandes obras de infraestructura que actualmente se ejecutan en el departamento. 
El desarrollo de los proyectos productivos y de infraestructura que pueda aumentar la productividad y el desarrollo económico de la ciudad y del departamento dependerá en gran medida de las perspectivas de crecimiento económico que observe Colombia y Antioquia en los siguientes años luego de la recesión económica global por la Pandemia del COVID-19, que ha mostrado efectos negativos en el país, en el departamento y la ciudad, pues en el caso del país, el PIB tuvo se contrajo un 6,8% y el desempleo escaló hasta el 20% para mediados de 2020; en el caso de Antioquia dicha caída fue del 5,5% y los niveles de desempleo ascendieron al 18%, si bien para 2021 las previsiones de crecimiento del país y el departamento son favorables (En torno a un 7%, en el caso de Antioquia) y se ha visto una mejoría en la situación del empleo. No obstante, aún se requieren políticas y estrategias congruentes que permitan encauzar nuevamente a Medellín y Antioquia en la senda del crecimiento económico, dados los efectos negativos de la crisis económica.

## Libros y documentos
Documentación actualizada (2007):
- Plan de desarrollo de Medellín 2004 - 2007[9]

Documentación anterior (1999 a 2004):
- Medellín, productiva, competitiva y solidaria. Diego Alejandro Álvarez Agudelo y Edison Hernán Ruiz Osorno[10]

Bibliografía de los autores Álvarez y Ruiz:
- "Apoyo a la creación de una cultura del emprendimiento y de empresas sostenibles desde el plan de desarrollo de Medellín”. Medellín, 2004
- Cámara de comercio de Medellín (2004). “Gestión del desarrollo de Antioquia, Colombia”. Medellín, 2004

- "Situación del Mercado laboral en Medellín a diciembre de 2002”. Cámara de Comercio, Medellín, 2003

- “La ventaja competitiva de la actividad empresarial antioqueña hacia el siglo XXI”. Cámara de Comercio, Medellín, 2003

- “En búsqueda de la competitividad”. Cámara de Comercio, Medellín, 2003

- CTA (2004). “Primera aproximación a una Agenda de Innovación y Desarrollo Científico y Tecnológico para Medellín y Antioquia”.

- COLCIENCIAS (2000). “Política regional del sistema nacional de ciencia y tecnología - Bases conceptuales e instrumentos”.

- Periódico El Colombiano (2004). “Alcaldía de Medellín también pone plata para la creación de empresas”.

- Martínez, J. A. (2003). “Situación fiscal de los municipios de Antioquia: breve análisis comparativo 1990-2002. Documentos de trabajo sobre economía regional del Banco de la República.

- Zuluaga, O. A. (2003). “Antioquia y la globalización financiera.” Documentos de trabajo sobre economía regional del Banco de la República.

Otros documentos:
- Medellín Ciudad Vital. Guía comercial y turística. Ed. Propuesta Comercial, Medellín, 2000.

- Medellín es así. Crónicas y reportajes. Aricada, Ricardo. Ed. Universidad de Antioquia – Alcaldía de Medellín, Medellín, 1999.

## Centros de documentación acerca de Medellín
- Servicio de Información Local  Servicio especializado en información sobre la ciudad de Medellín
- Biblioteca Pública Piloto de Medellín.
- Biblioteca Central de la Universidad Pontificia Bolivariana de Medellín.
- Biblioteca Central de la Universidad de Antioquia.